# Bisayas Orientales
Las Bisayas Orientales (en cebuano: Sidlakang Kabisay-an; en samareño: Sinirangan/Sidlangan nga Kabisay-an; en inglés: Eastern Visayas) son una de las regiones de Filipinas, designada como la región VIII. Está formada por 6 provincias:
- Bilirán
- Leyte
- Leyte del Sur
- Sámar
- Sámar del Norte
- Sámar Oriental

Estas provincias ocupan las más orientales de las islas Bisayas. La capital de la región es Tacloban.
- Datos: Q13675
- Multimedia: Eastern Visayas / Q13675